# Simone Veenstra

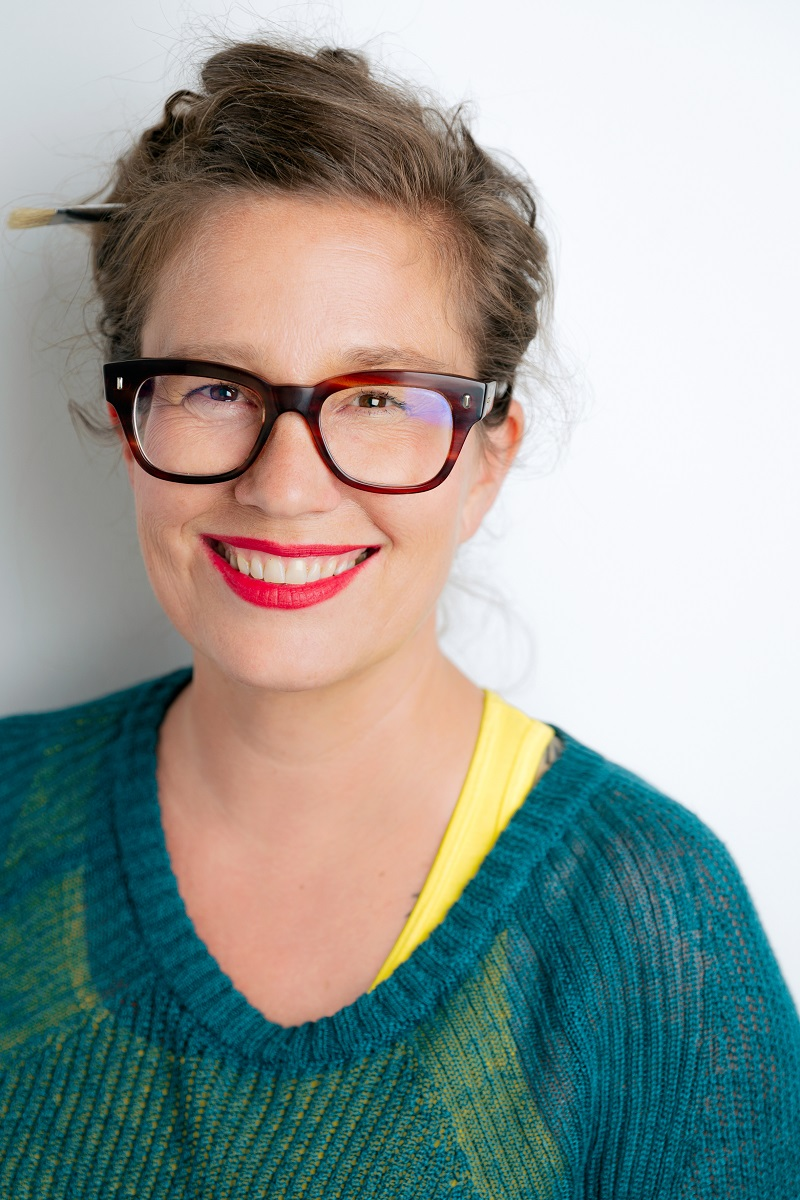
Simone Veenstra (2021)

Simone Veenstra, Pseudonyme Ninuk Niduoh und Luise Diekhoff, (* 2. April 1971 in Hanau) ist eine deutsche Schriftstellerin, Journalistin und Verlegerin. Sie lebt in Berlin.

## Leben
Simone Veenstra wuchs in Forchheim in Oberfranken auf und absolvierte ihr Abitur am Ehrenbürg-Gymnasium. Sie studierte Neuere Deutsche Literatur, Theater- und Filmwissenschaften an der Friedrich-Alexander-Universität Erlangen-Nürnberg in Erlangen sowie an der Reichsuniversität Groningen. Ihr Studium schloss sie an der Humboldt-Universität und der Freien Universität Berlin als Magistra Artium ab. Sie arbeitete am Theater, als Online-Redakteurin und Comic-Verkäuferin.
Im Jahr 2003 begann sie freiberuflich als Journalistin und Redakteurin für die Ressorts Kultur, digitales Leben und Reise zu arbeiten. Zeitgleich nahm sie ihre schriftstellerische Tätigkeit auf. Neben ihrer Autorentätigkeit übersetzt sie Bücher aus dem Niederländischen. Gemeinsam mit Dorothea Martin gründete Simone Veenstra 2010 in Berlin den Independent-Verlag Das wilde Dutzend, der als dezidiertes Konzept aufwändig illustrierte Werke auf der Schnittstelle zwischen Fakt und Fiktion herausgibt. Jedes dort erschienene Buch wird über mehrere Monate von transmedialen Veranstaltungen begleitet.

## Werk
2003 erschien ihre erste Kurzgeschichte Der Knochenflüsterer als Beitrag zum Agatha-Christie-Krimipreis im Scherz Verlag. Im selben Jahr begann sie gemeinsam mit Ulrike Rogler an der über 20-bändigen Kinderbuchreihe zur Leseförderung Lesefix-Ratekrimis zu arbeiten. Diese erschien im Gondrom-Verlag in der Reihe Gondolino und wurden auch ins Türkische übersetzt. Danach war sie als Drehbuchautorin, insbesondere als Dialogautorin und Storylinerin, für die Vorabendserien Verliebt in Berlin, Gute Zeiten, schlechte Zeiten und Rote Rosen tätig.
Während dieser Zeit verfasste sie gemeinsam mit Anja Schneider den bilingualen Jugend-Krimi Sabotage im Feriencamp (2006, Tosa-Verlag) und den Tagebuch-Blog-Roman Ferien, Flirt und Fliederküsse (2008, Baumhaus-Verlag), der sich ebenfalls an Jugendliche richtete. 2012 erschien das Buch in einer Neuauflage bei Bastei Lübbe. In den Jahren 2011–13 erschien ihre Comic-Roman-Trilogie BANG unter dem Pseudonym Ninuk Niduoh im Kosmos-Verlag.
Seit 2012 ist Veenstra als Hörspielautorin tätig und schreibt für die traditionsreiche Hörspielreihe Hui Buh. Im Oktober 2016 erschienen beim Label Europa erste Folgen des gemeinsam mit Ulrike Rogler und Hilla Fitzen entwickelten Spin-offs Der kleine Hui Buh, das sich an Kinder ab 3 Jahren richtet. Ein weiteres Spin-off entwickelte sie zusammen mit Ulrike Rogler und Hilla Fitzen unter dem Titel Hedda Hex, das seit 2020 als Hörspielreihe ebenfalls bei Sony/Europa erscheint. Es richtet sich mit der Protagonistin Hedda Hex, der Hexenfreundin Hui Buhs aus Der kleine Hui Buh, an dieselbe Altersgruppe.
Mit dem von ihr konzipierten interaktiven Projekt zur Kreativförderung Heranwachsender, Kreativ-Lab, bereiste sie 2012 mit Unterstützung des Goethe-Instituts Bulgarien. Das Kreativ-Lab soll Kinder und Jugendliche ermutigen, ihre eigenen Geschichten zu erarbeiten. Diese werden, soweit möglich, auch multimedial umgesetzt. 2013 erhielt sie dafür eine Förderung des Berliner Senats. Im Rahmen des ersten Storytelling-Festivals in Berlin, Wunderland, das sie gemeinsam mit Dorothea Martin organisierte, wurden Geschichten aus dem Kreativ-Lab als Hörspiele uraufgeführt. Darüber hinaus wurden für das Festival das Live-Hörspiel Der 8. Zwerg und der Kurzfilm Auf der Suche nach dem 8. Zwerg konzipiert und uraufgeführt. Ende des Jahres 2013 begann Simone Veenstra an den Arbeiten für das Drehbuch zum Kinofilm Die Superdiebe.
Im März 2015 erschien im Kosmos-Verlag der Jugendkrimi Du stirbst in meinem Herzen nicht, der sich an Schauplätzen ihrer fränkischen Heimat bewegt, ebenso wie ihre Kurzerzählung Zu den Schwänen in der 2016 erschienenen Anthologie Biergartenlandschaften. Kurz zuvor, im Februar 2015, wurde das Wimmelspiel oder Hidden Object Game (HOG) Agent Alice publiziert, das Simone Veenstra als Headautorin gemeinsam mit Philipp Zimmermann für die Berliner Games-Firma Wooga inhaltlich entwickelte. Sie gehört darüber hinaus neben Tania Witte, Zoë Beck, Rafael Horzon und Holger Schulze zu den Beitragenden zur E-Book-Anthologie Tausend Tode Schreiben der Berliner Independent-Verlegerin Christiane Frohmann.
Im Jahr 2016 nahm sie der Heyne Verlag unter Vertrag für den Roman Sind dann mal weg, der im Oktober 2017 erschien und sich erstmals an ein erwachsenes Publikum richtet. Als Inspiration für Hauptfigur Tina und die Erzählung diente Veenstras holländische Großmutter Jantina-Aleida. Im Januar 2019 erschien ein weiterer Roman, Auf nach Irgendwo!, und 2020 Unverblümt im Sommerwind.
Mit Hinter Mauern. Eine Jugend in der DDR veröffentlichte sie im Juni 2018 im Ch. Links Verlag ihre erste Graphic Novel, eine Kooperation mit der Illustratorin Martha Friedrich, sowie Hana Hlásková und Christine Schoenmakers unter dem Gruppennamen „Die Zeitreisenden“. Veenstra zeichnete in der Gruppe für Dramaturgie und Drehbuch verantwortlich. Die Graphic Novel beschäftigt sich mit authentischen Schicksalen von Jugendlichen in der DDR. Das Projekt erhielt eine Förderung der Bundesstiftung zur Aufarbeitung der SED-Diktatur.
Ende März 2023 erschien unter dem Pseudonym Luise Diekhoff der Roman Gezeitenkinder bei Heyne. Protagonistin Hanna Grimm, die Anfang der 1960er-Jahre als Betreuerin in einem Kindererholungsheim auf Norderney arbeitet, deckt darin Verbrechen aus der NS-Zeit auf und macht auf aktuelle Misshandlungen von Kindern im Heim aufmerksam.

## Verlegerisches Werk
Bisher erschienen im Verlag Das wilde Dutzend vier Bücher: 2010 Die Guten, die Bösen und die Toten, makabere Gedichte von Johan von Riepenbreuch. Das Buch wurde von der Hamburger Illustratorin Stefanie Klück unter dem Pseudonym Ebeneeza K. bebildert. 2012 erschien Wer kann für böse Träume – The secret Grimm Files, eine Neudeutung der Grimmschen Märchen von bekannten zeitgenössischen deutschsprachigen Autoren wie Tamara Bach, Ulrike Draesner, Rabea Edel, Finn-Ole Heinrich, Angelika Klüssendorf, Tobias O. Meißner, Christiane Neudecker, Veronika Peters, Anja Schneider, Michael Stavarič, u. a. Die Anthologie wurde aufwändig illustriert von zahlreichen Zeichnern, darunter Stefanie Klück, mit der der Verlag bereits bei Die Guten, die Bösen und die Toten zusammenarbeitete und von Jens Maria Weber, dessen Codex Roboticus der Verlag 2014 dann im Anschluss herausbrachte. Das Buch verwehrt sich als Mix aus fiktiver Dokumentation und Graphic Novel eindeutigen Genreschubladen.
Im Jahr 2018 betrat der Verlag mit Atalante, das Meermädchen, schwimmt um die Welt von Simone Veenstra und Ulrike Rogler in zweierlei Hinsicht Neuland: zum einen mit der Veröffentlichung eines Kinderbuches, zum anderen mit der Aufnahme eines Titels einer der beiden Verlegerinnen ins Programm. Auch dieses Buch wurde aufwändig illustriert von der bosnischen Illustratorin Nina Mašina, die Veenstra im Rahmen einer Einladung des Goethe-Institutes Zagreb bei der Istrischen Kinderbuchmesse im Jahr 2016 kennenlernte.

## Preise und Nominierungen
- 2010: Nominierung für den europäischen Journalistenpreis des europäischen Parlaments
- 2012: Shortlist des Virenschleuder-Preises für das Konzept zum Schattentheater um Die Guten, die Bösen und die Toten
- 2012: Kröte des Monats Oktober für Wer kann für böse Träume, verliehen von der Studien- und Beratungsstelle für Kinder- und Jugendliteratur in Zusammenarbeit mit dem Österreichischen Bibliothekswerk
- 2019: Nominierung für den August Graf von Platen Preis mit Auf nach Irgendwo![11]

## Stipendien und Residenzen
- 2008–09: Werkstipendium der Akademie für Kindermedien für die Entwicklung des Drehbuchs zum Film Die Superdiebe
- 2013: Förderung des Berliner Senats für das Kreativ-Lab, Besonders-Lernen-Preis des Senats für die Durchführung des Kreativ-Labs an der Sachsenwald-Schule
- 2016: Autorenresidenz im Literaturhaus Pazin in Kooperation mit dem Goethe-Institut Kroatien

## Jurys und Gremien
- seit 2014 Teil der Text-Jury des Spacenet Awards

## Publikationen

### Romane
- Sind dann mal weg. Heyne, München 2017, ISBN 978-3-453-42150-9.
- Auf nach Irgendwo! Heyne, München 2019, ISBN 978-3-453-42270-4.
- Unverblümt im Sommerwind Heyne, München 2020, ISBN 978-3-453-42371-8.
- Gezeitenkinder. Heyne, München 2023, ISBN 978-3-453-27353-5.

### Kinder- und Jugendliteratur
- zus. m. Ulrike Rogler: Kleine Geschichten von der Meerjungfrau. Gondrom-Verlag, Bindlach August 2004, ISBN 978-3-8112-2424-7.
  - überarbeitete Neufassung mit Illustrationen von Nina Mašina: Atalante, das Meermädchen, schwimmt um die Welt. Verlag Das Wilde Dutzend, Berlin 2018, ISBN 978-3-9815252-2-9.
- zus. m. Ulrike Rogler: Freundschaftsgeschichten. Reihe Lesenlernen mit der Lese Biene, Lesestufe 4, Illustrationen: Larysa Golik, Ueberreuter, Berlin Juli 2006, ISBN 978-3-8000-5274-5.
- zus. m. Anja Schneider: Ferien, Flirt und Fliederküsse. Reihe Chaos, Mails & erste Küsse. Baumhaus-Verlag, Frankfurt 2008, ISBN 978-3-8339-3775-0.
  - Neuauflage 2012: Ferien, Flirts und Fliederküsse. Bastei-Lübbe, Köln 2012, ISBN 978-3-8432-1009-6.
- zus. m. Anja Schneider: Sabotage im Feriencamp. Reihe Spannend Englisch lernen. Tosa Verlag, Wien 2006, ISBN 978-3-85003-027-4.
- Du stirbst in meinem Herzen nicht. Reihe Herzblut. Franckh-Kosmos, Stuttgart 2015, ISBN 978-3-440-14480-0.
- mit der Gruppe „Die Zeitreisenden“: Hinter Mauern. Eine Jugend in der DDR. Ch. Links Verlag, Berlin 2018, ISBN 978-3-86153-999-5.
- Das Müllmonster. Reihe: Leserabe. Illustrationen: Maike Töpperwien. Ravensburger Verlag, Ravensburg 2022, ISBN 978-3-473-46187-5.

#### Lesefix Ratekrimis
Die Reihe erschien im Gondolino-Verlag, Bindlach.
- Tatort Schule, Juli 2003, ISBN 978-3-8112-2202-1.
- Tatort Ritterburg, Juli 2003, ISBN 978-3-8112-2203-8.
- Tatort Reiterhof, Juli 2003, ISBN 978-3-8112-2204-5.
- Tatort Mitternacht, August 2003, ISBN 978-3-8112-2205-2.
- Tatort unheimliche Villa, Januar 2005, ISBN 978-3-8112-2547-3.
- Tatort Baumhaus, Januar 2005, ISBN 978-3-8112-2546-6.
- Tatort Geisterinsel, Juni 2005, ISBN 978-3-8112-2630-2.
- Tatort Ferienlager, Juni 2005, ISBN 978-3-8112-2631-9.
- Tatort Spukschloss, Januar 2006, ISBN 978-3-8112-2710-1.
- Tatort Ponyclub, Januar 2006, ISBN 978-3-8112-2711-8.
- Tatort Burgruine, Juni 2006, ISBN 978-3-8112-2814-6.
- Tatort Leuchtturm, Juni 2006, ISBN 978-3-8112-2813-9.
- Tatort Tierpark, Januar 2007, ISBN 978-3-8112-2894-8.
- Tatort Fußballclub, Januar 2007, ISBN 978-3-8112-2893-1.
- Tatort Dachboden, Juni 2007, ISBN 978-3-8112-2998-3
- Tatort Piratenschiff, Juni 2007, ISBN 978-3-8112-2999-0.
- Tatort Schulhof, Januar 2008, ISBN 978-3-8112-3077-4
- Tatort Geistermoor, Januar 2008, ISBN 978-3-8112-3078-1.
- Tatort Museum, Mai 2008, ISBN 978-3-8112-3158-0.
- Tatort Schlossinternat, Mai 2008, ISBN 978-3-8112-3159-7.

#### Bang! (Ninuk Niduoh)
Die Reihe erschien im Verlag Franckh-Kosmos, Stuttgart.
- Leon und die magische Kammer. Februar 2012, ISBN 978-3-440-12678-3.
- Das düstere Geheimnis. August 2012, ISBN 978-3-440-12683-7.
- Leon und die heiße Spur. März 2013, ISBN 978-3-440-12684-4.

#### Hui Buh - Das Schlossgespenst
Die Reihe erschien im Verlag Franckh-Kosmos, Stuttgart.
- Der verfluchte Geheimgang. Bd. 1, Februar 2010, ISBN 978-3-440-12116-0.
- Entführung in die Geisterwelt. Bd. 2, Februar 2010, ISBN 978-3-440-12117-7.
- Das mysteriöse Geisterbuch. Bd. 3, Oktober 2010, ISBN 978-3-440-12118-4.
- Der Schatten des Gespensterjägers. Bd. 4, Oktober 2010, ISBN 978-3-440-12119-1.

#### Käthe
Zusammen mit der Illustratorin Màriam Ben-Arab im Ravensburger-Verlag.
- Band 1: Der Gorilla-Garten. 2020, ISBN 978-3-473-36129-8.
  - Als Hörbuch gelesen von Katja Danowski, Jumbo Verlag 2020.
- Band 2: Rettet den Gorilla-Garten!. 2020, ISBN 978-3-473-36152-6.
  - Als Hörbuch gelesen von Katja Danowski, Jumbo Verlag 2020.
- Band 3: Land in Sicht!. 2021, ISBN 978-3-473-46020-5.
  - Als Hörbuch gelesen von Katja Danowski, Jumbo Verlag 2021.

### Beiträge in Anthologien
- Der Knochenflüsterer. In: Nadine Barth u. Stephanie Kriesel: Letzte Worte. Fischer Scherz, Frankfurt 2003, ISBN 978-3-502-51957-7.
- Ein Tod, womöglich. In: Christiane Frohmann (Hrsg.): Tausend Tode schreiben. Frohmann Verlag, Berlin 2015, ISBN 978-3-944195-55-1.
- Zu den Schwänen. In: Elmar Tannert (Hrsg.): Biergartenlandschaften - In Erwartung der Unendlichkeit. Ars Vivendi, Cadolzburg April 2016, ISBN 978-3-86913-625-7.

### Games
- Die Kinder-Uni, Heureka-Klett 2004.
- Quatsch-Frosch, Analoges Kartenspiel (4 Versionen), Mixtvision Verlag, München 2009.
- Agent Alice, Wooga 2015.

### Hörspiel
- Hui Buh, Europa, seit 2012.
- Der 8. Zwerg, Live-Hörspiel für Wunderland, 2013.
- Der kleine Hui Buh, Europa, zusammen mit Ulrike Rogler, seit 2016.
- Hedda Hex, Sony/Europa, seit 2020.

### Film/TV
- Serien-Entwicklung für Nickelodeon, Studio Hamburg, Polyphon, Global Filmtime (Geschwister wider Willen, Landluft in Dosen, Woody).
- Storylining für Gute Zeiten, schlechte Zeiten und Rote Rosen.
- Dialogbücher für Verliebt in Berlin, Gute Zeiten, schlechte Zeiten, Anna und die Liebe, Rote Rosen.
- Kurzfilm Einfach sprachlos (R: Markus Dietrich; P: Gruppe Weimar, 2005).
- Dramaturgische Beratung zum Kurzfilm Paulina (B/R: Lynn Kossler, P: KHM, 2010).
- Buch-Mitarbeit Animationsfilm Kino Fairycakes (Ulysses Films, 2012/13).
- Spielfilm Kino Die Superdiebe (Realfilm, Ulysses Films, 2013/14).

### Übersetzungen
- Lily Murray: Alles wird gut, Knut. Reihe: Sami, Dein Lesebär. Illustrationen von Anna Chernyshova. Ravensburger Verlag, Ravensburg 2021, ISBN 978-3-473-46039-7.
- Graham Carter: Ida und der Bücherdieb. Reihe: Sami, Dein Lesebär. Ravensburger Verlag, Ravensburg 2021, ISBN 978-3-473-46043-4.
- Esther van den Berg: Oskar lernt schwimmen. Ravensburger Verlag, Ravensburg 2022, ISBN 978-3-473-46216-2